# Vladimír Cerman
Vladimír Cerman (4. července 1925 Čistá u Horek – 11. října 1952 Praha) byl zemědělec, který se stal obětí justiční vraždy spáchané komunistickým režimem.
Cerman se narodil do zemědělské rodiny v Čisté u Horek, vystudoval rolnickou školu v Jilemnici a se svým otcem soukromě hospodařil. Nesouhlasil s plány na kolektivizaci venkova, a aby od nich místní představitele odradil, 29. prosince 1951 neuváženě vystřelil malorážkou do okna hostince, kde se konala místní schůze KSČ. Při incidentu nebyl nikdo zraněn. Vladimír Cerman byl od začátku podezřelý a do Čisté za ním kvůli tomu přijel agent StB, který ho přemluvil k předstírané emigraci na Západ. Během odchodu byl Cerman 20. dubna 1952 zatčen StB v Karlových Varech a 13. června v Nové Pace odsouzen za velezradu a vyzvědačství k trestu smrti. Ten byl vykonán 11. října 1952 v pankrácké věznici.
Po odsouzení žádali občané Čisté prezidenta o milost pro Cermana. Žádost byla zamítnuta, a navíc její signatáři byli donuceni ke změně zaměstnání. Odsouzen byl také Vladimírův otec František Cerman, a to na 12 let za vyzvědačství, a bratr František Cerman na 3 roky za zatajování trestného činu. Zatčeni a odsouzeni byli i další občané Čisté.
Po popravě bylo Cermanovo tělo tajně pohřbeno do hromadného hrobu na Ďáblickém hřbitově. Na Čestném pohřebišti na Ďáblickém hřbitově se nachází symbolický Cermanův hrob. Tamní symbolické náhrobky odkazují na zemřelé politické vězně bez ohledu na jejich přesné místo pohřbení.

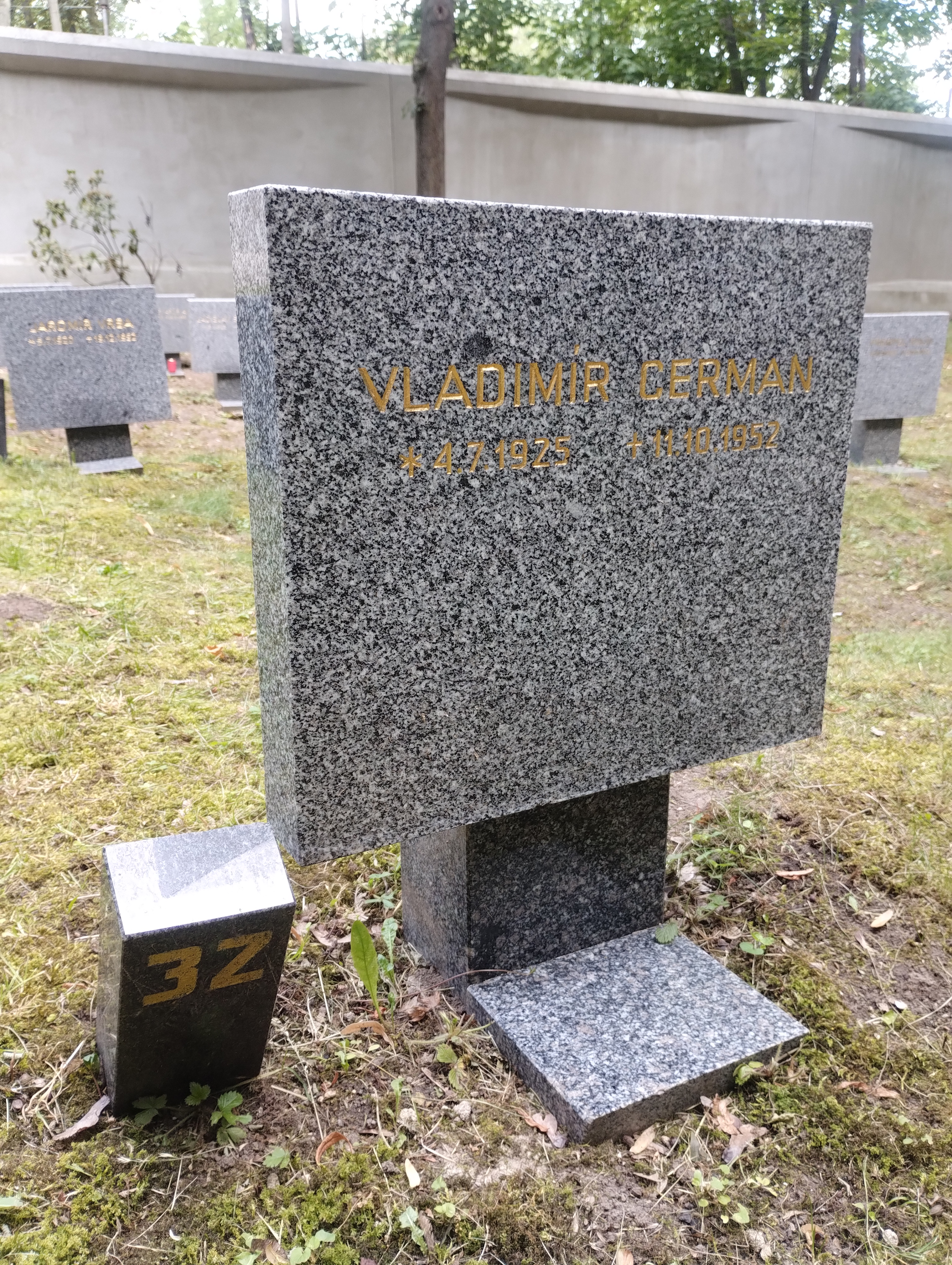
Symbolický náhrobek V. Cermana na Čestném pohřebišti v Ďáblicích

Vladimír Cerman byl rehabilitován 19. února 1969 a 20. října 1971, s celou rodinou poté ještě 25. října 1993.